# Punisher: Strefa wojny
Punisher: Strefa wojny (oryg. Punisher: War Zone) – amerykańsko-niemiecki sensacyjny film akcji z 2008 roku na podstawie serii komiksów o postaci o tym samym pseudonimie wydawnictwa Marvel Comics oraz reboot filmu z 2004 roku. Za reżyserię filmu odpowiadała Lexi Alexander na podstawie scenariusza Nicka Santora, Matta Hollowaya i Arta Marcuma. Tytułową rolę zagrał Ray Stevenson, a obok niego w głównych rolach wystąpili: Dominic West, Julie Benz, Colin Salmon, Doug Hutchison, Dash Mihok i Wayne Knight.
Główny bohater, Frank Castle, toczy jednoosobową walkę w Nowym Jorku jako Punisher przeciwko przywódcy świata przestępczego, Billemu Russotiemu, który po tym, jak został oszpecony przez Castle’a przyjmuje pseudonim „Jigsaw”.
Światowa premiera Strefy wojny miała miejsce 4 grudnia 2008 roku w krajach arabskich. W Polsce został wydany 12 maja 2009 roku na nośniku DVD. Film przy budżecie 35 milionów dolarów zarobił ponad 10 milionów. Okazał się on klapą finansową i otrzymał przeważnie negatywne oceny od krytyków. Początkowo film miał być kontynuacją filmu z 2004 roku, ale po odejściu Jane’a w 2007 roku zdecydowano się na kolejny reboot. W 2013 roku prawa do postaci powróciły do Marvel Studios. Zdecydowano się na serialowy reboot postaci. Jako Frank Castle / Punisher został obsadzony Jon Bernthal, który zadebiutował w serialu Daredevil w 2016 roku, a następnie pojawił się w dwóch sezonach jako tytułowa postać w serialu Punisher w latach 2017–2019.

## Obsada
- Ray Stevenson jako Frank Castle / Punisher, były wojskowy walczący z przestępczością jako „Punisher”[2].
- Dominic West jako Billy Russoti / Jigsaw, próżny i mający obsesję na punkcie wyglądu zabójca pracujący mafii, który został oszpecony przez Punishera i szuka zemsty jako „Jigsaw”[3].
- Julie Benz jako Angela Donatelli, żona Nicky’ego[1].
- Colin Salmon jako Paul Budiansky, agent FBI i były partner Nicky’ego Donatelli[4].
- Doug Hutchison jako James Russoti / Loony Bin Jim, brat Billy’ego, kanibal i psychopata[4].
- Dash Mihok jako Martin Soap, detektyw nowojorskiej policji i członek grupy zadaniowej, której celem jest schwytanie Punishera[4].
- Wayne Knight jako Linus Lieberman / Microchip, sojusznik Castle’a, który zaopatruje go w broń[3].

W filmie ponadto wystąpili: Romano Orzari jako Nicky Donatelli, agent FBI; Stephanie Janusauskas jako Grace Donatelli, córka Nicky’ego i Angeli; T.J. Storm jako Maginty, przywódca gangu Irlandczyków; Keram Malicki-Sánchez jako „Ink” Gazzera, jeden ze współpracowników Jigsawa i syn Pittsy’ego; Mark Camacho jako Carmine „Pittsy” Gazzera, współpracownik Jigsawa i ojciec Inka; Larry Day jako Miller, agent FBI; Bjanka Murgel jako Amy Candy, dziewczyna Jigsawa; Carlos Gonzalez-Vio jako Carlos Cruz, były gangster, który sprzymierza się z Punisherem i Microchipem; Aubert Pallascio jako Tiberiu Bulat, szef rosyjskiej mafii i ojciec Cristu oraz David Vadim jako Cristu Bulat, syn Tiberiu, działający w rosyjskiej mafii.

## Produkcja

### Rozwój projektu
W lutym 2004 roku ujawniono, że Lions Gate Entertainment planuje sequel Punishera. W marcu reżyser filmu, Jonathan Hensleigh, wyjawił, że jest zainteresowany ponowną współpracą z Thomasem Janeṃ̪. W listopadzie Jane wyjawił, że Lionsgate zdecydowało się na kontynuację dzięki zadowalającej sprzedaży wydania DVD filmu̺. W marcu 2005 roku Marvel Studios poinformowało, że premiera The Punisher 2 została zaplanowana na 2006 rok. W lipcu Avi Arad wyjawił, że trwają prace nad scenariuszem, a zdjęcia do filmu mają się rozpocząć do końca roku. W sierpniu 2006 roku Jane ujawnił, że scenariusz nie jest jeszcze gotowy i wyraził nadzieję, że wejdzie na plan w lutym 2007 roku. Aktor poinformował również, że Hensleigh nie powróci na stanowisku reżysera. W grudniu ujawniono, że nad scenariuszem pracował Stuart Beattie. 
W kwietniu 2007 roku wyjawiono, że Kurt Sutter zajął się pisaniem scenariusza. W maju 2007 roku Jane zrezygnował z roli w filmie z powodu różnic twórczych. Miesiąc później John Dahl, który prowadził negocjacje dotyczące objęcia stanowiska reżysera, wycofał się z powodu jakości scenariusza i ograniczonego budżetu. W tym samym miesiącu Lexi Alexander została zatrudniona na stanowisko reżysera. W sierpniu ujawniono, że film będzie nosić tytuł Punisher: Strefa wojny (oryg. Punisher: War Zone). W grudniu Alexander poinformowała, że film będzie rebootem. Nad finalną wersją scenariusza pracowali Nick Santora, Arthur Marcum i Matt Holloway.

### Casting
W lipcu 2007 roku poinformowano, że Ray Stevenson zagra tytułową rolę. Przed rozpoczęciem zdjęć aktor zapoznał się z komiksami o Punisherze, przeszedł trening wytrzymałościowy, sztuk walki i broni u byłych żołnierzy Force Recon Marines i choreografa walk filmowych Pata Johnsona. We wrześniu do obsady dołączyli: Dash Mihok jako Martin Soap, Colin Salmon jako Paul Budiansky, Doug Hutchison jako Loony Bin Jim, Dominic West jako Jigsaw i Wayne Knight jako Microchip. O rolę Jigsawa ubiegali się również Paddy Considine i Freddie Prinze Jr.

### Zdjęcia i postprodukcja
Zdjęcia do filmu rozpoczęły się w październiku 2007 roku w Montrealu. Odpowiadał za nie Steve Gainer. Prace na planie zakończyły się pod koniec grudnia tego samego roku. Scenografią zajął się Andrew Neskoromny, a kostiumy zaprojektowała Odette Gadoury.
Montażem filmu zajął się William Yeh. Efekty specjalne przygotowały studia 2G Digital Post, CIS London, XY&Z Visual Effects i Pixel Magic, a odpowiadał za nie Robert Short.

## Muzyka
Michael Wandmacher został zatrudniony do skomponowania muzyki do filmu. Album, Punisher: War Zone – Original Motion Picture Soundtrack, z utworem „War Zone” napisanym na potrzeby filmu przez Roba Zombie, został wydany 25 listopada 2008 roku przez Lionsgate Records. Natomiast album z muzyką Wandmachera, Punisher: War Zone – Original Motion Picture Score, pojawił się 11 grudnia tego samego roku.
| Punisher: War Zone – Original Motion Picture Soundtrack – 2008 | Punisher: War Zone – Original Motion Picture Soundtrack – 2008 | Punisher: War Zone – Original Motion Picture Soundtrack – 2008 | Punisher: War Zone – Original Motion Picture Soundtrack – 2008 |
| Nr                                                             | Tytuł utworu                                                   | Wykonawca                                                      | Długość                                                        |
| -------------------------------------------------------------- | -------------------------------------------------------------- | -------------------------------------------------------------- | -------------------------------------------------------------- |
| 1.                                                             | „War Zone”                                                     | Rob Zombie                                                     | 3:52                                                           |
| 2.                                                             | „Psychosocial”                                                 | Slipknot                                                       | 4:44                                                           |
| 3.                                                             | „Final Six”                                                    | Slayer                                                         | 4:09                                                           |
| 4.                                                             | „Historia Calamitatum”                                         | Rise Against                                                   | 3:23                                                           |
| 5.                                                             | „Fallen”                                                       | Seether                                                        | 4:17                                                           |
| 6.                                                             | „Bulletproof”                                                  | Kerli                                                          | 5:02                                                           |
| 7.                                                             | „Take Me Away”                                                 | 7 Days Away                                                    | 3:20                                                           |
| 8.                                                             | „The Past Is Proof”                                            | Senses Fail                                                    | 3:36                                                           |
| 9.                                                             | „Butterfly Wings”                                              | Machines of Loving Grace                                       | 3:39                                                           |
| 10.                                                            | „Genesis”                                                      | Justice                                                        | 3:56                                                           |
| 11.                                                            | „Showdown”                                                     | Pendulum                                                       | 5:27                                                           |
| 12.                                                            | „Refuse/Resist”                                                | Hatebreed                                                      | 3:10                                                           |
| 13.                                                            | „Lunatic”                                                      | Static-X                                                       | 3:36                                                           |
| 14.                                                            | „Days of Revenge”                                              | Ramallah                                                       | 3:30                                                           |
|                                                                |                                                                |                                                                | 55:41                                                          |

| Punisher: War Zone – Original Motion Picture Score – 2008 | Punisher: War Zone – Original Motion Picture Score – 2008 | Punisher: War Zone – Original Motion Picture Score – 2008 | Punisher: War Zone – Original Motion Picture Score – 2008 |
| Nr                                                        | Tytuł utworu                                              | Autor                                                     | Długość                                                   |
| --------------------------------------------------------- | --------------------------------------------------------- | --------------------------------------------------------- | --------------------------------------------------------- |
| 1.                                                        | „Main Titles”                                             | M. Wandmacher                                             | 3:03                                                      |
| 2.                                                        | „Lights On!”                                              | M. Wandmacher                                             | 1:10                                                      |
| 3.                                                        | „The Burden”                                              | M. Wandmacher                                             | 2:16                                                      |
| 4.                                                        | „Rich in Mercy”                                           | M. Wandmacher                                             | 1:05                                                      |
| 5.                                                        | „Death of the Loved”                                      | M. Wandmacher                                             | 1:25                                                      |
| 6.                                                        | „Infiltrate and Destroy”                                  | M. Wandmacher                                             | 2:49                                                      |
| 7.                                                        | „This Is Ground Zero”                                     | M. Wandmacher                                             | 2:10                                                      |
| 8.                                                        | „A Pretty Face”                                           | M. Wandmacher                                             | 2:21                                                      |
| 9.                                                        | „The Russians”                                            | M. Wandmacher                                             | 3:10                                                      |
| 10.                                                       | „A Call to Arms”                                          | M. Wandmacher                                             | 1:16                                                      |
| 11.                                                       | „Safe Harbor”                                             | M. Wandmacher                                             | 1:26                                                      |
| 12.                                                       | „A Wish for Death”                                        | M. Wandmacher                                             | 2:53                                                      |
| 13.                                                       | „Freeze!”                                                 | M. Wandmacher                                             | 1:09                                                      |
| 14.                                                       | „Two Berettas”                                            | M. Wandmacher                                             | 2:00                                                      |
| 15.                                                       | „I Want My Applesauce Back”                               | M. Wandmacher                                             | 2:37                                                      |
| 16.                                                       | „Held Hostage”                                            | M. Wandmacher                                             | 3:19                                                      |
| 17.                                                       | „Joyful Mayhem”                                           | M. Wandmacher                                             | 2:55                                                      |
| 18.                                                       | „Let the Games Begin”                                     | M. Wandmacher                                             | 4:24                                                      |
| 19.                                                       | „LBJ”                                                     | M. Wandmacher                                             | 1:46                                                      |
| 20.                                                       | „Let Me Put You Out of My Misery”                         | M. Wandmacher                                             | 4:11                                                      |
| 21.                                                       | „Aftermath”                                               | M. Wandmacher                                             | 1:33                                                      |
|                                                           |                                                           |                                                           | 48:58                                                     |

## Wydanie
Strefy wojny zadebiutowała 4 grudnia 2008 roku w Zjednoczonych Emiratach Arabskich, Katarze, Bahrainie i Omanie. W Stanach Zjednoczonych i Kanadzie dostępny był od 5 grudnia. Początkowo amerykańska premiera filmu była zapowiedziana na 12 września 2008 roku.
Film nie był dystrybuowany kinowo w wielu krajach, w tym w Polsce, gdzie został wydany 12 maja 2009 roku na nośniku DVD.

## Odbiór

### Box office
Punisher: Strefa wojny, przy budżecie szacowanym na 35 milionów dolarów, zarobił ponad 10 milionów, z czego w Stanach Zjednoczonych i Kanadzie ponad 8 milionów.

### Krytyka w mediach
Film spotkał się z negatywnymi opiniami krytyków. W serwisie Rotten Tomatoes 29% ze 111 recenzji uznano za pozytywne, a średnia ocen wystawionych na ich podstawie wyniosła 4,3/10. Na portalu Metacritic średnia ważona ocen z 24 recenzji wyniosła 30 punktów na 100. Natomiast według serwisu CinemaScore, zajmującego się mierzeniem atrakcyjności filmów w Stanach Zjednoczonych, publiczność przyznała mu ocenę B- w skali od F do A+.
John Anderson z „Variety” ocenił, że „wartości produkcyjne są adekwatne, chociaż wstępne ujęcia Manhattanu, z którego Punisher następnie wjeżdża do jakiegoś kanadyjskiego metra, są żenujące. Podobnie jak błyszczący, odblaskowy, rozbłyskujący wygląd filmu, który odwraca uwagę od okropnych wydarzeń”. Peter Hartlaub z „San Francisco Chronicle” stwierdził, że „akcja jest satysfakcjonująca, a mroczna historia jest zbliżona do tonu materiału źródłowego Marvel Comics”. Michael O’Sullivan z „Washington Post” napisał, że „każdy, kto ma odrobinę zdrowego rozsądku – lub słaby żołądek – potraktuje to jako ostrzeżenie, by trzymać się z daleka od tej dosłownie i w przenośni śmiertelnej Strefy wojny”. Tom Ambrose z „Empire Magazine” ocenił, że jest to „kolejna brutalnie nieudana próba przeniesienia tej postaci z komiksu na ekran”.

## Serialowy reboot
W maju 2013 roku prawa do postaci powróciły do Marvel Studios. W czerwcu 2015 roku Jon Bernthal został obsadzony w roli Franka Castle’a / Punishera w drugim sezonie serialu Daredevil. W styczniu 2016 roku pojawiły się informacje o planach produkcji spin-offu zatytułowanego Punisher. W kwietniu 2016 roku Netflix poinformował, że zamówiony został pierwszy sezon serialu z Bernthalem w tytułowej roli, a showrunnerem został Steve Lightfoot. Punisher zadebiutował w listopadzie 2017 roku, a w grudniu zamówiono drugi sezon, który pojawił się w styczniu 2019 roku. W lutym Netflix zakończył serial po dwóch sezonach.